# Вадо-рю
Вадо-рю  (яп. 和道流, вадо: рю:, «школа Пути гармонии») — один из четырёх крупнейших стилей японского карате-до. На эмблеме стиля изображен белый голубь, а над ним — фронтальное изображение сжатого кулака.
Создан в 1939 году Хиронори Оцукой (1892—1982), врачом по профессии. Стиль характеризуется относительно высокой спортивной эффективностью техник.

## Этимология
Название состоит из трёх иероглифов, имеющих следующее значение:
- Ва (和) — «гармония».
- До (道) — «дорога, путь, способ».
- Рю (流) — «течение либо стиль в какой-либо области искусства или религии».

## Техника
Хиронори Оцука долгое время изучал дзю-дзюцу сперва под руководством своего отца, а с 13 лет в школе дзю-дзюцу Синдо Ёсин-рю. С 1922 года Оцука начал изучать карате Сётокан под руководством Фунакоси Гитина (1869—1957), чьим помощником он стал три года спустя. Параллельно он стал учеником Мотобу Тёки (1871—1944), который, в отличие от сэнсэя Фунакоси, больше внимание уделявшего изучению ката, основной акцент делал на кумитэ. Системы Фунакоси и Мотобу были полностью противоположны, вследствие чего Оцука постепенно пришел к идее создания собственной системы, на основе Мотобу-рю, Сётокан и Синдо Ёсин-рю.
Основной особенностью стиля Вадо-рю является концепция ведения боя, во многом напоминающая принципы дзю-дзюцу. При взаимодействии с противником боец стремится свести к минимуму расход сил и амплитуду движений, совершаемых при защите, не принося в жертву её эффективность. По этой причине в Вадо-рю предпочтение отдаётся не жёстким блокам, характерным для более жестких стилей (Сётокан, Сито-рю), а более экономным отводящим и протягивающим.
Своеобразная техника блокирования ударов сочетается с тай сабаки (иногда переводится как «управление телом») — перемещением корпуса и маневрированием, уводящим тело бойца с направления атаки противника и при этом оставляющего возможность для быстрой контратаки. Широко применяется вращательное движение корпусом, выполняемое при защите и для усиления атак. В целом, техника защиты в Вадо-рю сходна с «мягкой» техникой защиты в дзю-дзюцу. Ставка при этом делается на мгновенную мощную контратаку и использование слабости позиции противника, выполняющего/завершающего атакующее действие. Спарринг при этом изобилует большим количеством финтов и отвлекающих движений, провоцирующих противника на атаку и переход в невыгодную позицию.
Подобная техника требует от бойца высокой мобильности. По этой причине применяемые в Вадо-рю стойки, как правило, более высокие и подвижные, чем в большинстве стилей карате. В частности, в кокуцу-дати пятка передней ноги приподнята, вместо широкой киба-дати используется позиция найханти, часто задействованы нэкоаси-дати нескольких типов. Вадо-рю также характеризуется наличием бросков, подсечек, приёмов болевого контроля, которые были позаимствованы Оцукой из дзю-дзюцу. Захваты, подбивы и подсечки широко применяются в защите и при превентивных действиях.
Изучение формальных упражнений, базовой техники, связок, различные формы обусловленного спарринга и свободный бой (дзю-кумитэ) составляют основу тренинга системы Вадо-рю. Сам Оцука Хиронори придавал обусловленному и полуобусловенному спаррингу большое значение. В частности, серия из десяти упражнений стандартного якусоку-кумитэ (буквально «обусловленный спарринг») используется для развития навыков ухода корпусом и контратаки. Овладевшие базовой техникой ударов, блоков и перемещений ученики участвуют в парном упражнении ойо-кумитэ, в ходе которого атакующий участник несколько раз повторяет атакующее действие, а защищающийся участник отрабатывает различные варианты защиты и контратаки.
В Вадо-рю употребляется общепринятая международная терминология карате. Есть немногочисленные отличия в наименовании стандартных для карате ударов: так, боковой удар ребром стопы ёко-гэри именуется сокуто, а название ёко-гэри отдано видоизменённому прямому удару маэ-гэри, выполняемому не вперёд, а в сторону.
Ката, изучаемые в Вадо-рю:
- Пинан
- Пассай
- Найханти
- Кусанку
- Дзион
- Вансу
- Сэйсан
- Чинто
- Дзюттэ
- Нисэйси
- Рохай.

## История
- 1938 Хиронори Оцука регистрирует свой стиль карате в Японской федерации боевых искусств, первоначально под именем «Синшу Вадо-рю карате-дзюцу». Вскоре имя нового стиля карате было сокращено до Вадо-рю .
- 1952 Штаб-квартира Вадо-рю открыта в додзё при Университете Мэйдзи, Токио, Япония.
- 1964 Основывается Японская федерация карате[англ.] (JKF) как организация, объединяющая все стили карате. Вадо-рю входит в состав федерации как один из основных членов.[13]
- 5 июня 1967, Организация Вадо-рю меняет имя на Вадокай.
- 1980 в результате конфликта между Хиронори Оцукой и другими руководителями Вадокай, Оцука покидает пост главы организации. Еиши Еругиши занимает пост главы Вадокай.
- 1 апреля 1981 Хиронори Оцука учреждает Федерацию Вадо-рю карате-до, но всего лишь через несколько месяцев уходит на пенсию. Его сын, Джиро Оцука продолжил дело отца, заняв его место.
- 29 января 1982 Хиронори Оцука скончался в возрасте 89 лет.
- 1983 Дзиро Оцука становится грандмастером Вадо-рю и в память об отце меняет имя на Хиронори Оцука. Теперь его чаще называют Хиронори Оцука II.
- 1989 Тацуо Судзуки учреждает собственную организацию Вадо-рю: Вадо Кокусай. Кокусай переводится как 'международная'.

## Организации Вадо-рю
Полное название Федерации Вадокай на английском языке: Japan Karatedo Federation Wadokai. В Японии организация Вадокай: Zen Nihon Karatedo Renmei Wadokai.
Современное полное название Федерации Вадо-рю карате-до: Wadoryu Karatedo Renmei.
Полное название Вадо Кокусай: Wado Kokusai Karatedo Renmei, также известна как Wado International Karatedo Federation (WIKF).
Российская федерация Вадо-рю «Федерация Вадокай каратедо России» была создана в 1991 году Василием Юрьевичем Крайниковским, который возглавлял её до 2004 года, после чего уступил свой пост Константину Садовнику и возглавил Федерацию карате России.
Таким образом Хиронори Оцука создал и развил Вадо-рю. Его ученики создали сообщество Вадокай. Стилем карате изучаемым в Вадокай является Вадо-рю.
Основателем школы Вадо-рю в СССР (1979 год) стал Олег Кантемиров (род. 02.02.1951).

## Система поясов
| Белый      |  | 8й кю       |
| Жёлтый     |  | 7й кю       |
| Оранжевый  |  | 6й кю       |
| Зелёный    |  | 5й кю       |
| Синий      |  | 4й кю       |
| Коричневый |  | 3, 2, 1й кю |
| Чёрный     |  | 1-10 дан    |

## Книги на русском языке
- «Карате школы „Вадо-рю“». Сюньити Нива, 1995
- «Боевое карате и его нераскрытые тайны.» Техника передвижений; теория построения боя; теория дистанции. Суханов В. Г. 2000 г. мягкая обложка, 320 стр. Переиздание. Первое издание выпущено Москва, «Глория», 1995